# Norbert Grzegorczyk
Norbert Grzegorczyk (ur. 1999 w Lublinie) – polski kompozytor, którego twórczość obejmuje różnorodne gatunki muzyczne, takie jak Elektronika, muzyka filmowa, klasyczna, Jazz oraz Hip Hop. Jako założyciel i menedżer grupy produkcji muzycznej - "nolyrics", a także jako samodzielny producent, zdobył liczne wyróżnienia w tym Platynowe płyty przyznawane przez ZPAV.
Wydawnictwa które współtworzył w roli producenta muzycznego, zdobywały wiele wyróżnień oraz zajmowały czołowe miejsca w rankingach sprzedaży OLIS.

## Własna twórczość
Rozpoczynając swoją artystyczną karierę w 2018–2019 roku, początkowo koncentrował się na komponowaniu muzyki do mediów, kampanii reklamowych, video-sync, stock oraz utworów klasycznych, następnie poszerzając swoją działalność o instrumentalne utwory Hip-Hopowe oraz "awangardową" muzykę elektroniczną.
Jego zróżnicowany repertuar jest prezentowany na największych kanałach YouTube, blogach muzycznych oraz playlistach edytorskich serwisu Spotify.
Styl Norberta to kolorowa fuzja różnych gatunków muzycznych, czerpiąca inspiracje głównie z Ery lat 2000.

## Dyskografia w roli producenta muzycznego
| Rok                                                                                          | Album | Certyfikaty oraz Wyróżnienia | Miejsce OLIS |
| -------------------------------------------------------------------------------------------- | --- | --- | ------------ |
| 2020                                                                                         | Szczyl – Polska Flordya - Utwory: Fenomenalny ft. Pezet - Wydawca: Sony Music Entertainment Poland - Format: CD, digital download, vinyl | - ZPAV: 1× Złota płyta - nominacja do nagrody „Fryderyk” w kategoriach: album roku hip-hop, fonograficzny debiut roku oraz artysta roku - Odkrycie Empiku 2021 w kategorii „Muzyka | 2            |
| 2020                                                                                         | Otsochodzi – Yessirski - Utowy: Yessirski - Wydawca: Asfalt Records - Format: CD, digital download                                       | - NA |              |
| 2020                                                                                         | Schafter - Futura - Utwory - WWW ft. Rosalie. - Wydawca: Universal Music Polska - Format: CD, LP, digital download                       | - ZPAV: 2× platynowa płyta |              |
| 2021                                                                                         | Oki, Young Igi, Otsochodzi – OIO - Utwory: Potłuczone Szkła - Wydawnictwo: 2020 (wytwórnia płytowa) - Format: CD, digital download       | - ZPAV: 3× platynowa płyta | 3            |
| 2022                                                                                         | Whitewidow – Pare Głów Dalej - Utwory: RIDE WITH MY BOYS - Wydawca: Warner Music Poland - Format: CD, digital download, vinyl            | - ZPAV: 1× Platynowa płyta | 3            |
| 2022                                                                                         | Young Igi – Notatki z Marginesu - Utwory: Pelargonie - Wydawnictwo: Def Jam Recordings - Format: CD, digital download                    | - ZPAV: 1× Złota płyta | 1            |
| Lista utworów sporządzona na podstawie danych metadata serwisu Spotify oraz serwisu "Genius" | | |              |

## Dyskografia solowa (Albumy oraz EP)[15]
| Rok                                                                                            | Album                                                                                                   |
| ---------------------------------------------------------------------------------------------- | --- |
| 2018                                                                                           | Awangarda - Data: 21 grudnia 2018 - Wydawca: nolyrics music group - Format: digital download            |
| 2019                                                                                           | Feelin - Data: 27 września 2019 - Wydawca: nolyrics music group - Format: digital download              |
| 2022                                                                                           | 2000-1 - Data: 8 marca 2022 - Wydawca: nolyrics music group - Format: digital download                  |
| 2022                                                                                           | Times We Never Lived In - Data: 9 marca 2022 - Wydawca: nolyrics music group - Format: digital download |
| 2023                                                                                           | Estetyka - Data: 25 maja 2023 - Wydawca: nolyrics music group - Format: digital download                |
| 2023                                                                                           | Trap Toys Vol.1 - Data: 30 października 2023 - Wydawca: nolyrics music group - Format: digital download |
| 2023                                                                                           | Brave New World - Data: 15 grudnia 2023 - Wydawca: nolyrics music group - Format: digital download      |
| 2024                                                                                           | Bengal Cat - Data: 26 stycznia 2024 - Wydawca: nolyrics music group - Format: digital download          |
| Lista sporządzona na podstawie danych dostępnych w serwisie Spotify oraz wyszukiwarki "Google" | |

## Utwory wyróżnione
- "Evolution" (2019) – Utwór zdobył łącznie ponad 100 000 odtworzeń w serwisach streamingowych oraz został wyróżniony publikacją na największym kanale YouTube zajmującym się promowaniem muzyki filmowej "Epic Music World"[17]
- "Preserve" (2020) – Utwór zdobył łącznie ponad 80 000 odtworzeń w serwsiach streamingowych oraz został wyróżniony publikacją na kanale YouTube - "Epic Music World"
- "Giving Up" (2020) – Utwór został wydany przez jeden z największych kanałów promujących muzykę "Synthwave"  - ThePrimeThanatos, jako utwór otwierający album kompilacyjny udostępniany w serwisie YouTube[18].
- "Northeaster" (2022) – Utwór zajął 79 miejsce w liście najpopularniejszych Utworów gatunku "Soundtrack" w Nowej Zelandii na platformie "Soundcloud" oraz został wyróźniony publikacją na kanałach Ambient[19] oraz Epic Music World[20]